# Statuia lui Mihai Viteazul din București

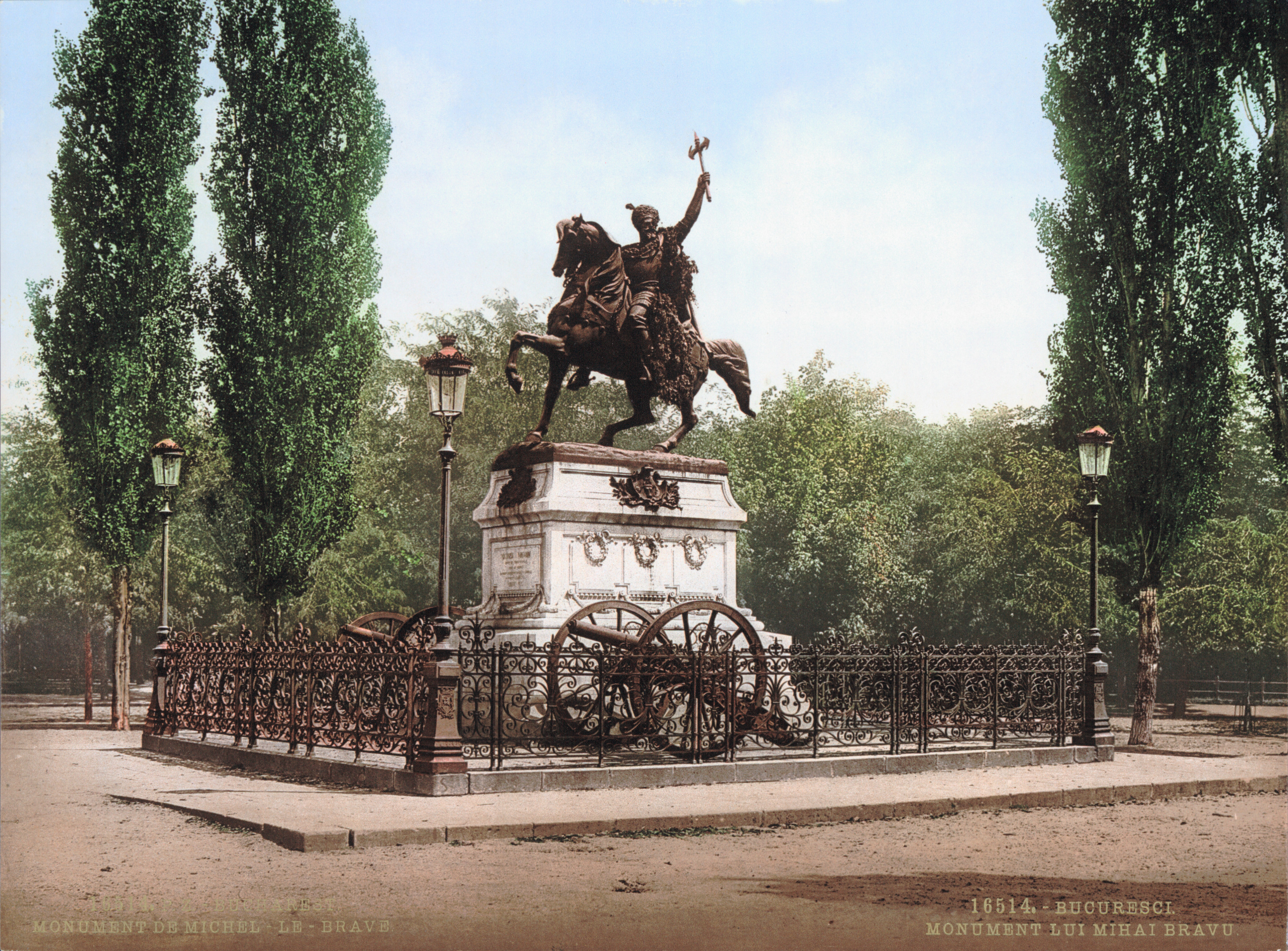
Carte poștală cu statuia de dinainte de 1905

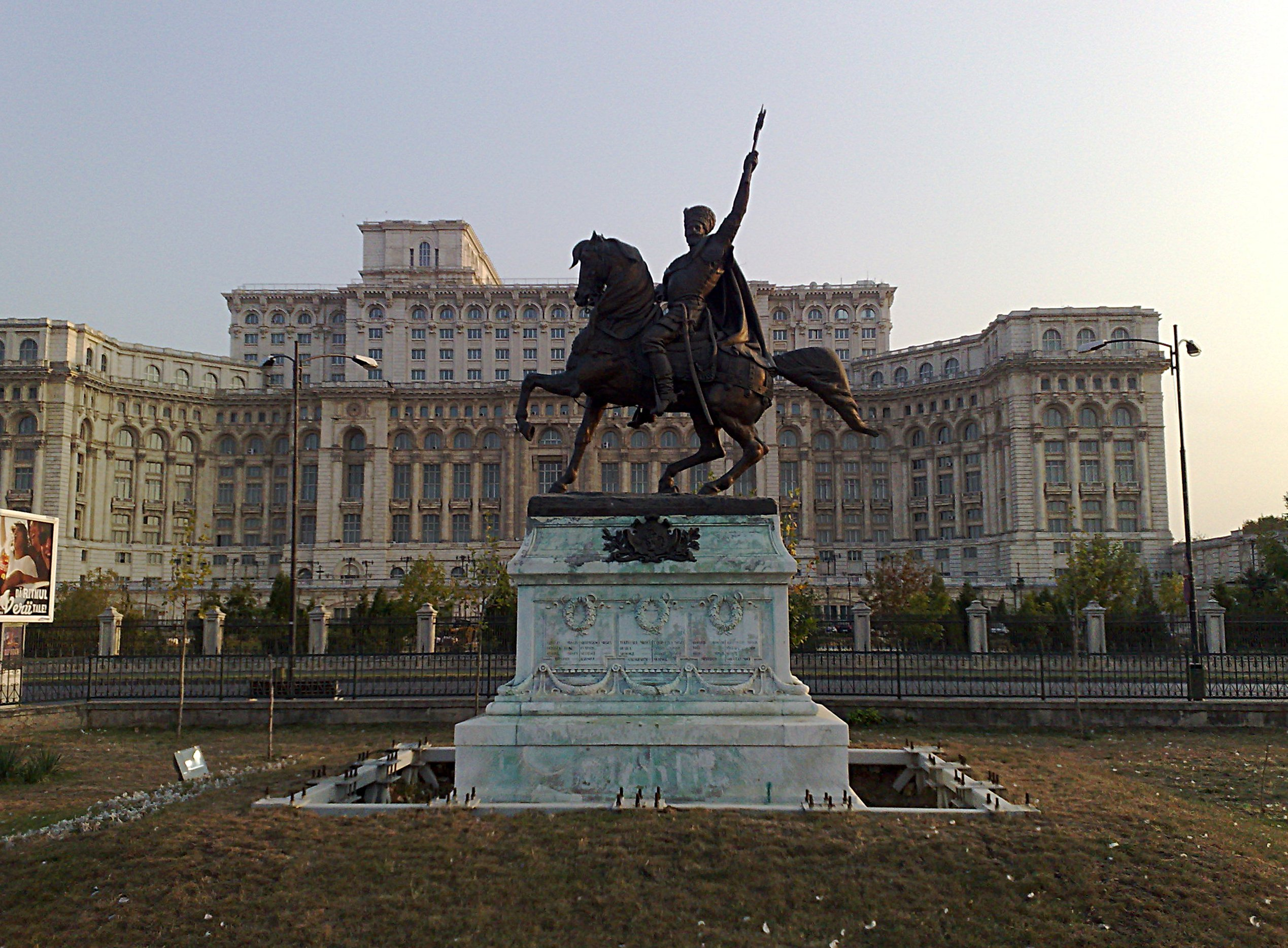
Statuia pe amplasamentul provizoriu din 2010

Statuia lui Mihai Viteazul din București este o statuie ecvestră din Piața Universității, operă a sculptorului francez Albert-Ernest Carrier-Belleuse (1824-1887) și este primul monument de această factură din Capitală. Materialul documentar necesar pentru realizarea lucrării i-a fost trimis sculptorului de către Alexandru Odobescu și Theodor Aman. 
În 1873, statuia de bronz finalizată și soclul de marmură au fost aduse de la Paris la București.
Pe fiecare dintre cele patru cornișe ale soclului este plasată câte o stemă confecționata din bronz, două așezate în fața și în spatele acestuia, evidențiind simbolul heraldic al Țării Românești: vulturul. Pe cele două părți laterale sunt expuse Stema Moldovei, cu bourul  și stema Transilvaniei.
Deoarece amplasarea statuii lui Mihai însemna, în optica guvernelor imperiale de la Viena și Istanbul, o manifestare de independență a României, guvernul conservator condus de Lascăr Catargiu a trebuit să adopte o atitudine de tărăgănare a luării măsurilor în urma cărora statuia urma să fie inaugurată, pentru a evita o posibilă încordare diplomatică între România și cele două imperii.
După lungi controverse, statuia lui Mihai Viteazul a fost dezvelită la 8 noiembrie 1874, în ziua Sfinților Arhangheli Mihail și Gavril, în piața din fața Academiei (în prezent Palatul Universității) pe locul altarului fostei mănăstiri Sfântul Sava (ctitorită în secolul al XVI-lea de către Ștefan Cantacuzino), în prezența familiei domnitoare, a membrilor guvernului, a corpului diplomatic, a Mitropolitului Nifon, a primarului  Gheorghe Manu, a unui numeros public.
În timpul Războiului pentru cucerirea Independenței de Stat din anii 1877 – 1878, la 30 august 1877 a fost cucerită reduta otomană Grivița I și armata română a capturat un drapel și trei tunuri. Prin Ordinul de zi din 5 / 17 septembrie 1877 dat și semnat de Domnitorul Carol I, a dispus ca două din tunurile capturate să fie amplasate lângă statuia lui Mihai Viteazul. La 11 / 23 septembrie, tunurile au fost amplasate lângă statuie, în prezența Principesei Elisabeta de Neuwied soția Domnitorului Carol I.
În septembrie 2010, statuia lui Mihai Viteazul a fost mutată în Parcul Izvor, de lângă Palatul Parlamentului din București. Tot aici au fost mutate și celelalte trei statui de la Universitate, pentru a se putea realiza o parcare subterană în centrul Capitalei.
După terminarea lucrărilor la parcarea subterană, statuia a fost reinstalată la locul ei la 5 mai 2012.

## Monument istoric
Statuia este înscrisă în  Lista monumentelor istorice 2010 - Municipiul București - la nr. crt. 2376, cod LMI B-III-m-A-20057 
Monumentul este amplasat în Piața Universității, sector 3.

## Altă statuie

Statuia ecvestră a lui Mihai Viteazu, sculptor Valentin Tănase, dezvelită la București în 2015

Statuia ecvestră a lui Mihai Viteazu, sculptor Valentin Tănase, dezvelită la București în 2015

O altă statuie ecvestră a lui Mihai Viteazu a fost amplasată în București, la intersecția dintre B-dul Timișoara și B-dul Vasile Milea, pe un spațiu decupat din colțul curții Regimentului 30 Gardă „Mihai Viteazul”. Sculptura din rasina cu patina de bronz, montată pe un soclu de marmură, realizată de colonelul (r) Valentin Tănase, directorul Studioului de Arte Plastice al Ministerului Apărării Naționale, a fost dezvelită la 1 iulie 2015.  La ceremonia de inaugurare, ocazionată de împlinirea a 155 de ani de la înființarea unității, au participat președintele Klaus Iohannis și premierul interimar de atunci, Gabriel Oprea.
Statuia din București este o replică a statuii ecvestre a lui Mihai Viteazu, realizate tot de colonelul (r) Valentin Tănase, care a fost dezvelită în curtea Brigăzii 6 Operații Speciale din Târgu-Mureș cu ocazia Zilei Armatei Române vineri, 25 octombrie 2013. Este prima statuie ecvestră din România la care calul este reprezentat în poziție cabrată, ridicat în cele două picioare din spate, cu cele două din față în aer. Sculptorul a adoptat o soluție artistică mai greu de realizat din punct de vedere tehnic, fiind necesară o echilibrare precisă a maselor.  Statuia din București are, în plus, basoreliefuri pe părțile laterale ale soclului.